# Tetragnatha unicornis
Tetragnatha unicornis là một loài nhện trong họ Tetragnathidae.
Loài này thuộc chi Tetragnatha. Tetragnatha unicornis được miêu tả năm 1910 bởi Tullgren.